# Texanische Santa-Fe-Expedition
Die Texanische Santa-Fe-Expedition (engl.: Texan Santa Fe Expedition) war ein zwischen 19./20. Juni und 5. Oktober 1841 von einer texanischen Streitmacht unter dem Kommando von General Hugh McLeod (1814–1862) unternommener Versuch, das Gebiet um die Stadt Santa Fe, welches zur mexikanischen Provinz Santa Fe de Nuevo México gehörte, zu annektieren.

## Ablauf
Die Texanische Santa-Fe-Expedition war vom damaligen Präsidenten der Republik Texas, Mirabeau B. Lamar (1798–1859), initiiert worden, um den äußerst lukrativen Handel auf dem Santa Fe Trail unter texanische Kontrolle zu bekommen. Auf diese Weise hoffte Lamar nicht nur die finanzielle Lage der noch jungen Republik verbessern zu können, sondern auch deren Territorium um jenen Teil Mexikos, auf den Texas ohnehin Anspruch erhob, zu vergrößern.
Die insgesamt 321 Teilnehmer der Expedition, welche die Bezeichnung Santa Fe Pioneers trugen, brachen am 19. oder 20. Juni 1841 von Kenney's Fort am Brushy Creek, etwa 20 Meilen nördlich von Austin gelegen, auf. Fehlende Ortskenntnisse, Angriffe durch Comanchen und Kiowa sowie Mangel an Wasser und Proviant setzten der Expedition während des Marsches stark zu und ließen die Kampfmoral ihrer Teilnehmer rasch sinken. Im September 1841 gelang es einem vom mexikanischen Gouverneur Manuel Armijo (1793–1854) entsandten Detachement der mexikanischen Armee, den Voraustrupp der Expedition bei Anton Chico zur Kapitulation zu zwingen. Schon bald darauf konnten die Mexikaner auch den Standort der texanischen Hauptstreitmacht ausmachen, die mittlerweile bis in die Nähe von Tucumcari gekommen war. Angesichts des schlechten körperlichen Zustands der ihm noch verbliebenen Männer, der eine Weiterführung der Mission aussichtslos machte, entschloss sich General McLeod nun am 5. Oktober 1841 ebenfalls, vor den Mexikanern zu kapitulieren. Ohne einen Schuss abgegeben zu haben, war auf diese Weise die gesamte Hauptstreitmacht der Texaner kampflos in Gefangenschaft geraten.
Hatten die Mexikaner zunächst noch versprochen, die völlig entkräfteten Texaner gut zu behandeln, so zeigte sich schon bald, dass genau das Gegenteil der Fall war. Von mexikanischer Seite wurde schließlich entschieden, die Gefangenen nach Mexiko-Stadt zu bringen, wobei sie auf dem langen Weg dorthin mit demonstrativer Härte behandelt wurden. Ihr Schicksal führte nicht nur zu erregten diplomatischen Aktivitäten zwischen Mexiko auf der einen und Texas sowie den Vereinigten Staaten auf der anderen Seite, sondern auch zu einer starken antimexikanischen Stimmung in der Öffentlichkeit beider Staaten.
Die noch lebenden Teilnehmer der Texanischen Santa-Fe-Expedition, die man an verschiedenen Orten Mexikos gefangen hielt, wurden von den mexikanischen Behörden erst im April 1842 freigelassen.